# Марія Хосе Пінто
Марія Хосе Пінто Гонсалес-Артігас (ісп. María José Pinto González-Artigas; нар. 29 січня 1986, Кіто) — еквадорський державний і політичний діяч, віце-президент Еквадору з 24 травня 2025 року.

## Біографія
Проходила навчання в італійській школі дизайну Istituto Marangoni, а також у Школі дизайну Парсонс, Франція. Надалі навчалася корпоративному управлінню та вищому менеджменту у Школі бізнесу Університету Хемісферіос, а потім стала кандидатом ступеня МБА у Школі бізнесу Incae.
Як дизайнер вона працювала в голландському будинку моди Viktor & Rolf, французькому бренді Givenchy, керувала створенням першої колекції для Nikki Beach Resort & Spa в Дубаї і в журналі Caras в Еквадорі. З 2006 по 2023 рік працювала в сімейній компанії Pinto, одному з найбільших брендів одягу та текстилю в Еквадорі, де відповідала за закупівлю, продаж, виробництво та розвиток нового бізнесу. Вона також була членом міжнародної асоціації „Організація підприємців”. Протягом десяти років вона була одним із дванадцяти директорів Асоціації текстильних промисловців Еквадору.
Марія Хосе Пінто є також співзасновником та членом приватної організації Mujeres por Ecuador, яка виступає за ширше включення жінок у вищі керівні посади та поради директорів еквадорських компаній. Крім того, вона була акціонером кількох компаній, генеральним директором Comercializadora Capiluz Cia. Ltda., президентом Comenor SA та Diseño&Moda SAS.

## Політична кар'єра
12 грудня 2023 року через три тижні після приходу Нобоа до влади Хосе Пінто була призначена на посаду технічного секретаря державної організації «Еквадор росте без дитячого недоїдання». Перебуваючи на посаді, відвідала місця, які постраждали від пожежі в Гуапуло, Кіто під час відсутності президента Даніеля Нобоа в країні. Брала участь у роздачі напоїв рятувальникам та заспокоювала постраждалих. 25 вересня 2024 року, після повернення Нобоа з Нью-Йорка, вона залишила посаду.

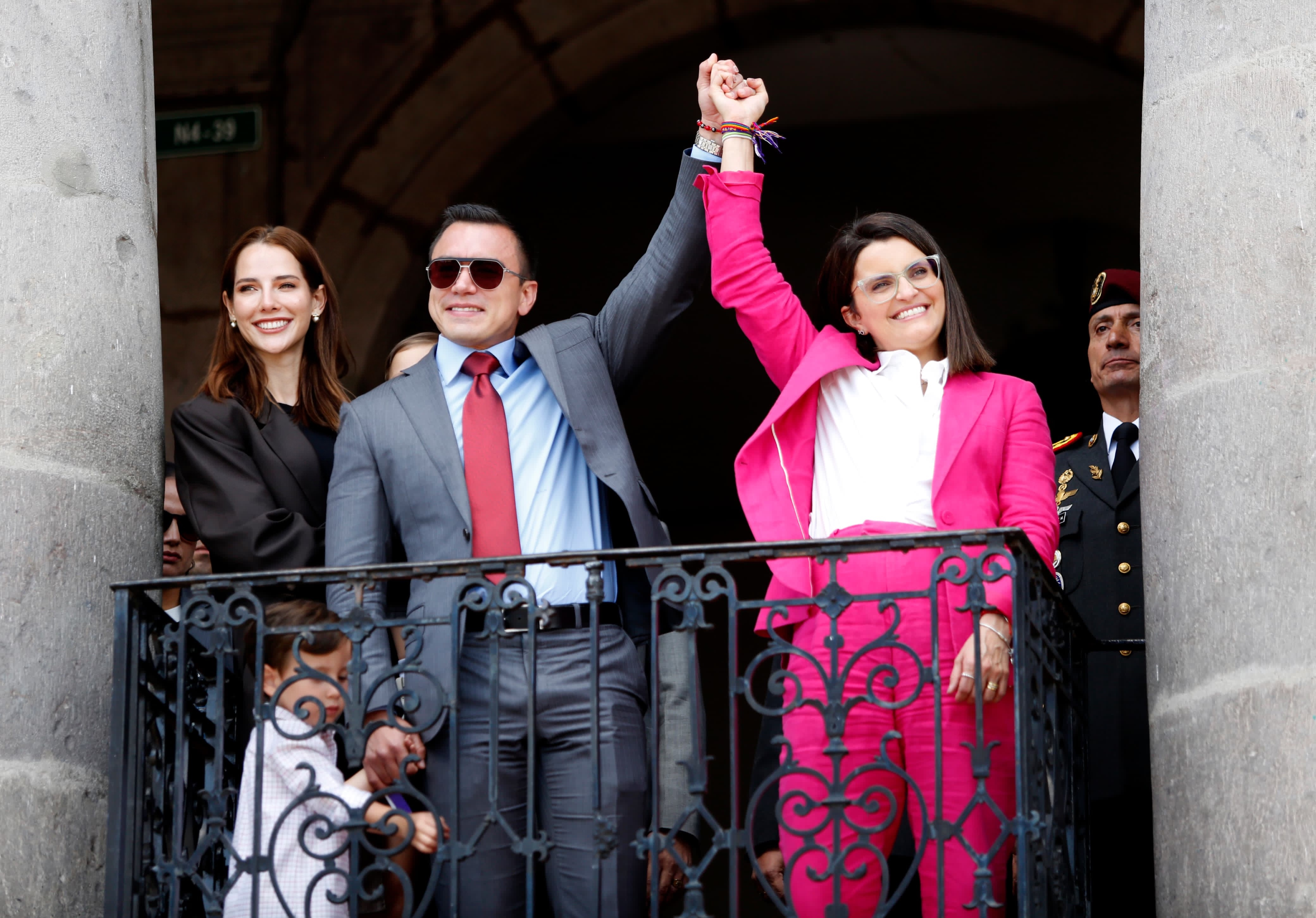
Нобоа та Пінто тримаються за руки після перемоги на виборах у квітеі 2025 року

9 серпня 2024 року, на з'їзді правлячої партії «Національна демократична дія» Пінто була представлена як кандидат на посаду віце-президента в парі з кандидатом у президенти Даніелем Нобоа. До цього дня вона залишалася відносно непомітною чиновницею.
Вона була приведена до присяги як віце-президент Республіки 24 травня 2025 року разом із Данієлем Нобоа, який був приведений до присяги як президент Республіки. 
У день її інавгурації на посаду віце-президента президент Нобоа доручив їй координацію комплексної державної політики, планів, програм, проектів та заходів, пов'язаних з психічним здоров'ям, міжкультурною двомовною освітою, підлітковою вагітністю, раннім дитинством та хронічним недоїданням у дітей.

## Особисте життя
Одружена і має двох дочок.